# Ориджинал Селтикс
«Ориджинал Селтикс» (англ. Original Celtics; на разных этапах истории также «Нью-Йорк Селтикс» и «Бруклин Селтикс») — американская профессиональная баскетбольная команда первой половины XX века. «Ориджинал Селтикс», в 1920-е годы трижды выигрывавшие турниры профессиональных лиг, были одной из популярнейших команд своего времени и внесли большой вклад в популяризацию баскетбола. В 1959 году «Ориджинал Селтикс» были внесены в списки Зала славы баскетбола.

## История
«Селтикс» были впервые сформированы в 1914 году как молодёжная команда в манхэттенском районе Челси. Как следует из названия, костяк первого состава команды составляли потомки выходцев из Ирландии. К сезону 1916/17 годов команда, носившая в это время название «Нью-Йорк Селтикс» и проводившая домашние матчи в «Амстердам-Опера-Хаузе», уже имела полупрофессиональный статус и за год выиграла на этом уровне 31 матч, проиграв 10 и сведя один вничью, однако всё ещё проигрывала в классе настоящим профессионалам.
После окончания Первой мировой войны контроль над командой перешёл от её первого менеджера Фрэнка Маккормака в руки антрепренёра Джеймса Фьюри, сменившего её название на «Ориджинал Селтикс». В первый сезон под руководством Фьюри «Ориджинал Селтикс» выиграли 65 матчей против других нью-йоркских команд и проиграли только четыре. Их домашние матчи в «Сентрал-Опера-Хаузе» собирали в среднем по 4000 болельщиков, а рекордная аудитория составила 5600 человек. По итогам сезона 1918/19 годов двое игроков «Селтикс» — Пит Барри и Рей Кеннеди — были включены в символическую сборную Нью-Йорка. Ободрённый успехами команды Фьюри заключил контракт с тремя опытными профессионалами — Джонни Бекманом, Оскаром Гримстедом по прозвищу Швед и Генри Денертом. Команда на этом этапе была уже по сути полностью укомплектована профессионалами и из первого состава в ней оставались только два игрока. Несколько следующих лет прошли в борьбе за неформальное лидерство в нью-йоркском баскетболе с другой профессиональной командой — «Нью-Йорк Уирлвиндс». Соперничество закончилось тем, что Фьюри на сезон 1921/22 годов заключил контракты с двумя ведущими игроками «Уирлвиндс» и стал рекламировать свою команду как чемпионов США, хотя она к этому моменту играла исключительно в Нью-Йорке.
Политика Фьюри по сбору сильнейших игроков в составе «Селтикс», которые сохраняли статус независимой команды, вызвала противодействие со стороны руководства профессиональных баскетбольных лиг, заявивших права на нескольких из лидеров команды. В результате Фьюри решил пойти на компромисс и подал заявку на участие в турнире Восточной баскетбольной лиги. Хотя к началу сезона его команда допущена не была, ближе к середине года распад одной из команд Восточной лиги освободил место в турнирной таблице, и «Селтикс» были включены в турнир, получив «Мэдисон-Сквер-Гарден» в качестве домашней площадки. Они выиграли вторую половину чемпионата, а затем в серии матчей за чемпионский титул обыграли победителей первой половины — «Трентон Ройал Бенгалс». Низкая посещаемость игр в Восточной лиге заставила Фьюри сначала перевести свою команду в Городскую лигу Нью-Йорка, а после первых 12 матчей (все победы) бросить участие в лиге и начать гастрольные выступления. С сентября 1922 по конец апреля 1923 года «Селтикс» посетили 13 штатов, выиграв 193 матча, проиграв лишь 11 и собрав суммарную аудиторию по разным оценкам от полумиллиона зрителей до полутора миллионов — в том числе рекордные 23 тысячи зрителей в Кливленде.
В условиях кризиса профессиональных лиг (Восточная лига и Лига штата Нью-Йорк распались в сезоне 1922/23 годов, и Городская лига Нью-Йорка оставалась с пятью командами-участницами единственным действующим профессиональным турниром) «Селтикс» продолжали гастроли в течение следующих трёх сезонов, проводя от 100 до 140 матчей в год. В составе команды в это время играли будущие члены Зала славы баскетбола Джон Бекман, Генри (Датч) Денерт, Нэт Холман и Джо Лапчик, а также защитник Крис Леонард. По слухам, контракты ведущих игроков составляли до десяти тысяч долларов в год, хотя зарплата не всегда выплачивалась вовремя (спортивный историк Марри Нельсон пишет, что именно эти высокие зарплаты привели к краху Восточной лиги, где другие ведущие игроки стали требовать таких же зарплат, что оказалось не по силам владельцам команд).
Во второй половине 1920-х годов, с образованием Американской баскетбольной лиги (АБЛ) «Селтикс» стали одной из её сильнейших команд, став чемпионами в первых двух сезонах лиги. Когда после начала Великой депрессии финансовые дела лиги пошли плохо, «Селтикс» с 1931 по 1935 год снова превратились в гастрольную команду. Хотя состав команды в эти годы заметно уступал звёздным «Селтикс» первой половины 20-х годов, она всё ещё оставалась на недосягаемом для большинства соперников уровне, и единственным соперником в это время, как по известности, так и по классу игры была для неё ещё одна нью-йоркская гастрольная команда — укомплектованные чернокожими игроками «Нью-Йорк Ренс». Из-за расовой политики профессиональных лиг «Ренс» были вынуждены оставаться независимой командой, но товарищеские матчи между ними и «Селтикс» неизменно собирали огромное по тем временам количество зрителей. В целом, однако, игры «Селтикс» собирали в это время примерно по 800 зрителей, значительную часть которых составляли школьные команды, которые тренеры привозили посмотреть на игру звёзд. Гонорар «Селтикс» за игру в это время составлял 125 долларов и 60 % от выручки за билеты.
К 1936 году команду покинули последние ветераны звёздного состава — Нэт Холман, Джо Лапчик и Пит Барри. Более молодой и менее именитый состав, который финансировала популярная певица Кейт Смит, вернулся в АБЛ, где два сезона занимал места за пределами плей-офф. В 1938 году команду покинул менеджер Тед Коллинз, и она, переехав в Кингстон (Нью-Джерси), под названием «Кингстон Колониалс» выиграла регулярный сезон АБЛ, но уступила в плей-офф. Одновременно возобновились гастрольные выступления ветеранов «Ориджинал Селтикс», которые продолжались до вступления США во Вторую мировую войну.
По окончании войны название «Селтикс» взяла команда из Бостона, ставшая одной из первых команд новой профессиональной лиги — Баскетбольной ассоциации Америки. Прямой преемственности между нью-йоркскими и бостонскими «Селтикс» нет.
«Ориджинал Селтикс» были командой, совершившей революцию в баскетболе. Среди новшеств, введённых ими в игру, были разделение игроков по позициям, зонная защита и передача личной опеки от одного игрока к другому. В 1959 году, в первый год существования Зала славы баскетбола «Ориджинал Селтикс» стали одной из двух первых команд, включённых в его списки; членами Зала славы также являются несколько игроков команды (Датч Деннерт, Нэт Холман, Джон Бекман и Джо Лапчик).